# Jardin du Mail
Pour les articles homonymes, voir Jardin du Mail de Castres et Jardin du Mail (Cholet).
Le Jardin du Mail  est un parc situé à dans le centre-ville d'Angers. Il offre une perspective allant du fronton de l'hôtel de ville, en passant par la fontaine, le kiosque à musique et l'avenue Jeanne d'Arc.
Le jardin est né vers le XVIIe siècle, du «jeu de mail», premier jeu public angevin. Marie de Médicis et l’évêque de Luçon (futur cardinal de Richelieu) ont joué dans ce jardin.
L’engouement des Angevins pour ce jeu s’estompe, en 1635 la Mairie d’Angers signale qu’il est délaissé, en 1651 il est complètement abandonné. Le Mail avait cessé d’être un jeu de Mail. Il devient une promenade tel qu’il est aujourd’hui sous le nom d’Avenue Jeanne d’Arc qui allonge la perspective du jardin d’aujourd’hui, de style néo-classique du XIXe siècle, où les couloirs de verdure, les parterres de fleurs, agrémentent le va-et-vient des enfants et des joueurs de boules.  
Le  maire Ernest-Eugène Duboys a fait installer la fontaine du Mail, celle-ci est en place depuis novembre 1855.
Le fleurissement estival chaque année se compose de 20 000 à 30 000 fleurs dans des massifs en parfaite symétrie ou s’y côtoient géométrie, reliefs et volumes. Le kiosque à musique et les statues participent à la vie du jardin.

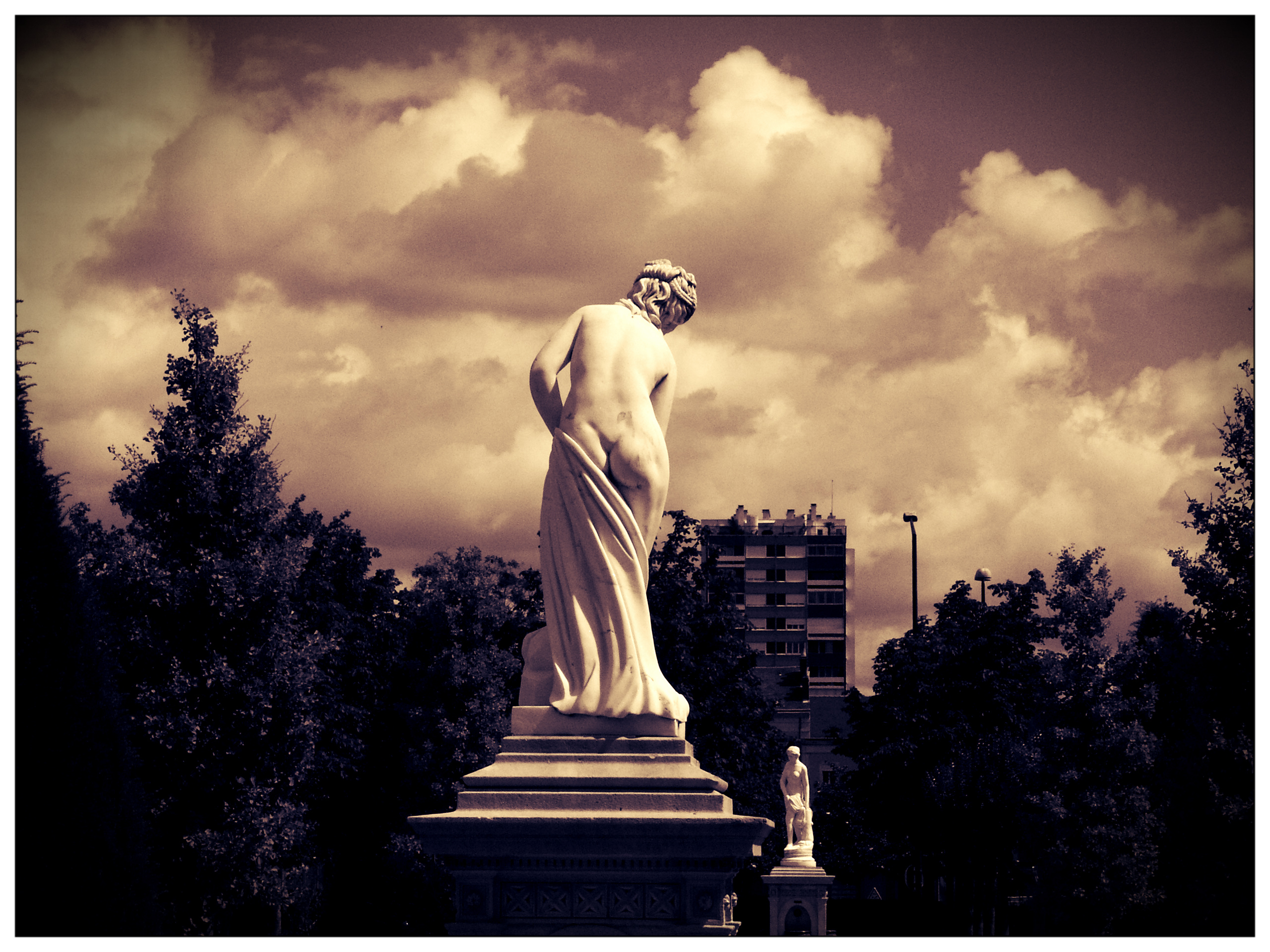
Statues au parc du mail